# Marina Bay Sands
Marina Bay Sands — интегрированный курорт с видом на залив Марина-Бей в центральном районе Сингапура. На момент своего открытия в 2010 году он был объявлен самым дорогим автономным казино в мире стоимостью в 8 миллиардов долларов, включая стоимость земли. Он принадлежит сингапурской дочерней компании корпорации Las Vegas Sands.
Спроектированный архитектором Моше Сафди, курорт включает в себя отель на 2561 номер, конгрессно-выставочный центр площадью 120 000 квадратных метров и конференц-центр площадью 74 000 квадратных метров. Магазины в торговом центре Marina Bay Sands mall, музей, большой театр, рестораны, два хрустальных павильона, художественные выставки и крупнейшее в мире казино с 500 столами и 1600 игровыми автоматами. Комплекс включает в себя три башни, увенчанные соединительным 340-метровым скайпарком вместимостью 3902 человека и 150-метровым бесконечным бассейном, расположенным на вершине самой большой в мире открытой для публики консольной платформы, которая имеет консоль в 66,5 м над северной башней.
Первоначально курорт должен был открыться в 2009 году, но его строительство столкнулось с задержками, вызванными растущими затратами на материалы и нехваткой рабочей силы, усугубившимися глобальным финансовым кризисом. Это вынудило Las Vegas Sands отложить другие проекты, чтобы завершить строительство интегрированного курорта в запланированные сроки. В конечном счёте было решено открыть интегрированный курорт поэтапно, что было одобрено сингапурским правительством.
С 2020 года хрустальные павильоны стоят на якоре у магазина Apple Store и крупнейшего в мире бутика Louis Vuitton[уточнить], расположенного на плавучем острове площадью 1900 кв.м., который соединён с магазинами подводным туннелем. Также планируется в ближайшем будущем построить четвёртую башню, примыкающую к существующим трём, с инвестициями примерно в 3,3 миллиарда долларов США, чтобы привлечь больше международных посетителей.

## Инвестирование

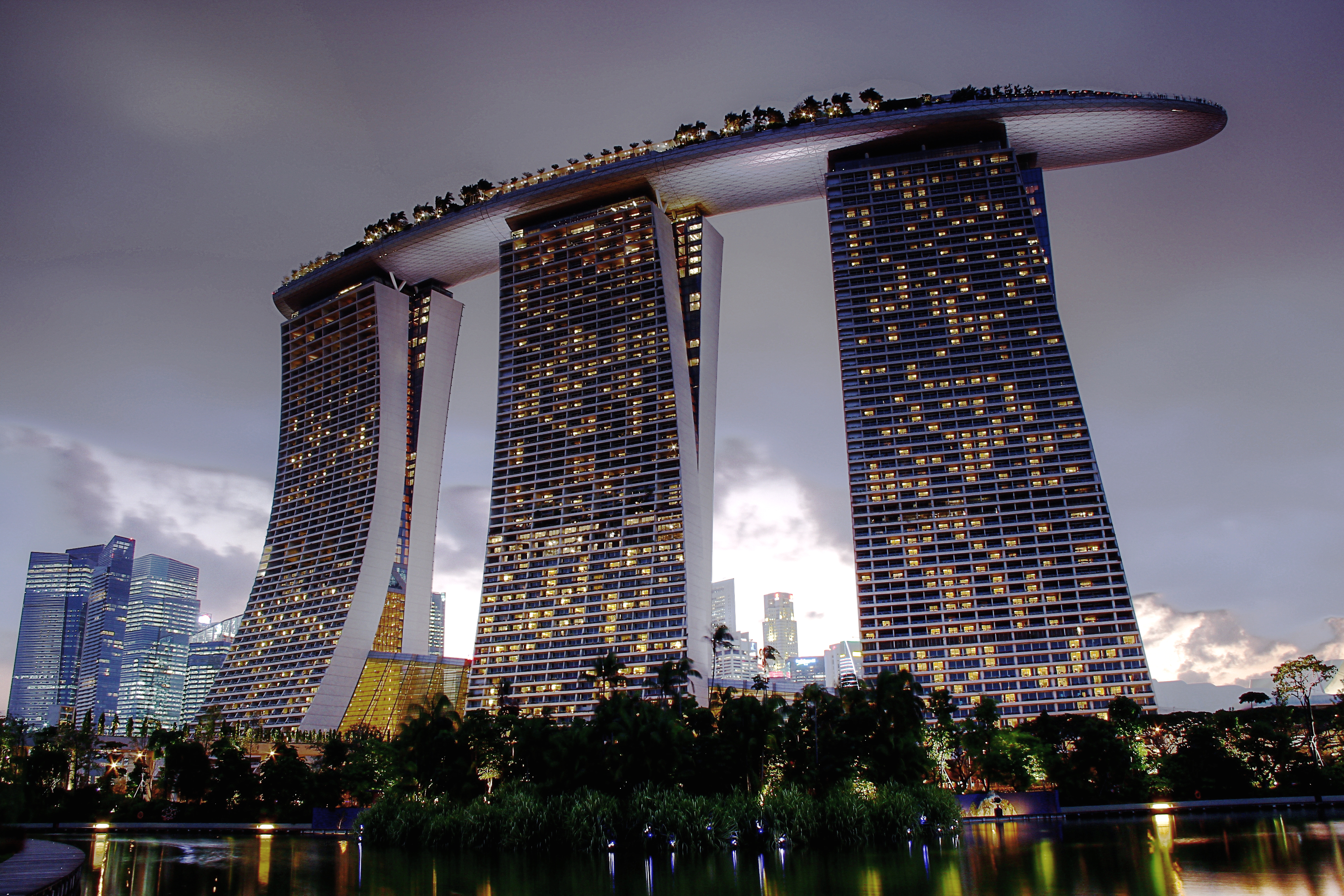
Вид на три главные башни, вдохновленный колодами карт

Компания Las Vegas Sands изначально обязалась инвестировать в проект 3,85 миллиарда долларов, не включая фиксированную стоимость самого участка площадью 6 000 000 квадратных футов (560 000 кв.м.) в размере 1,2 миллиарда долларов. В связи с растущими затратами на материалы, такие как песок и сталь, а также нехваткой рабочей силы из-за других крупных инфраструктурных и имущественных проектов в стране, Шелдон Адельсон[кто?] оценил общую стоимость проекта в 8,0 миллиарда долларов по состоянию на июль 2009 года.

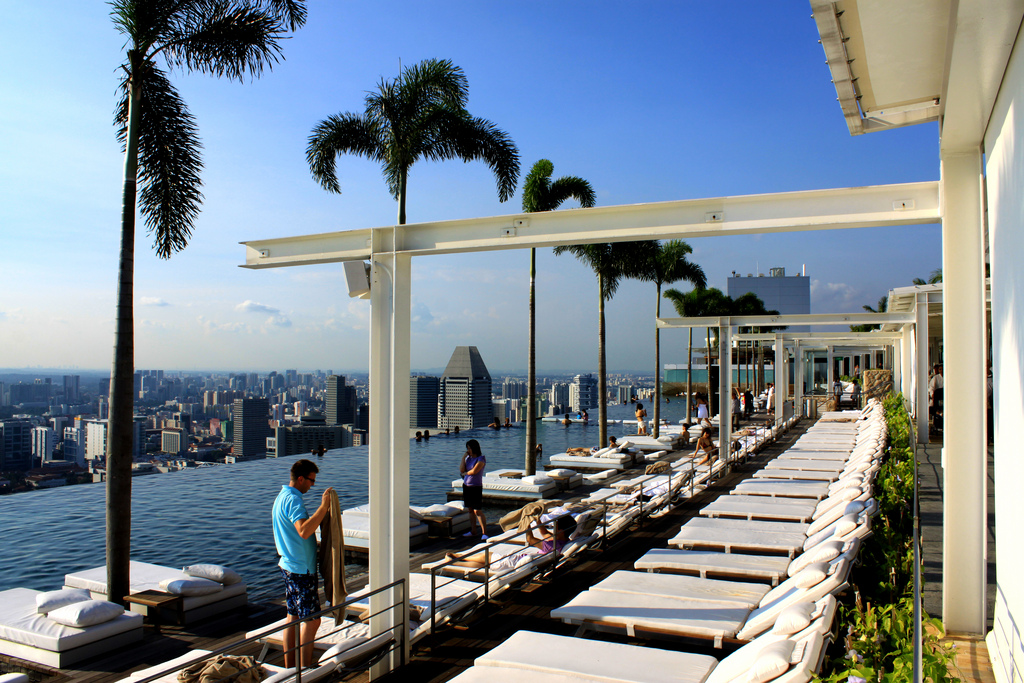
Бесконечный бассейн в Скайпарке

Компания объявила это предприятие одним из самых сложных строительных проектов в мире и самым дорогим автономным комплексным курортным объектом, когда-либо построенным. Ожидается[когда?], что казино будет приносить не менее 1 миллиарда долларов годовой прибыли. Через два месяца после первоначального поэтапного открытия, казино ежедневно привлекало около 25 000 посетителей, примерно треть из которых составляли сами сингапурцы и местные жители, которые платили ежедневный входной сбор в размере 100 долларов или 2000 долларов за ежегодный неограниченный доступ. В июне 2010 года через казино прошло полмиллиона игроков[уточнить]. В третьем квартале 2012 года доходы Marina Bay Sands упали почти на 28 % по сравнению с предыдущим годом.
Что касается экономики, то данный курорт должен был, по прогнозам[когда?], стимулировать увеличение валового внутреннего продукта Сингапура к 2015 году на 2,7 миллиарда долларов, при этом предполагалось, что будет занято непосредственно 10 000 человек и создано 20 000 рабочих мест в других отраслях.
3 апреля 2019 года компания Sands объявила о расширении своей недвижимости Marina Bay Sands в Сингапуре на 3,3 миллиарда долларов. Расширение будет включать в себя строительство четвёртой гостиничной башни, содержащей 1000 роскошных люксов и арену на 15 000 мест.
Сингапурцы и другие местные жители[кто?] должны платить сингапурский сбор в размере 100 долларов США за однократный вход и сумму в размере 2000 долларов США за годовой пропуск. Плата была изменена 4 апреля 2019 года на 150 долларов США за однократное посещение и 3000 долларов США за ежегодное посещение.

## Дизайн

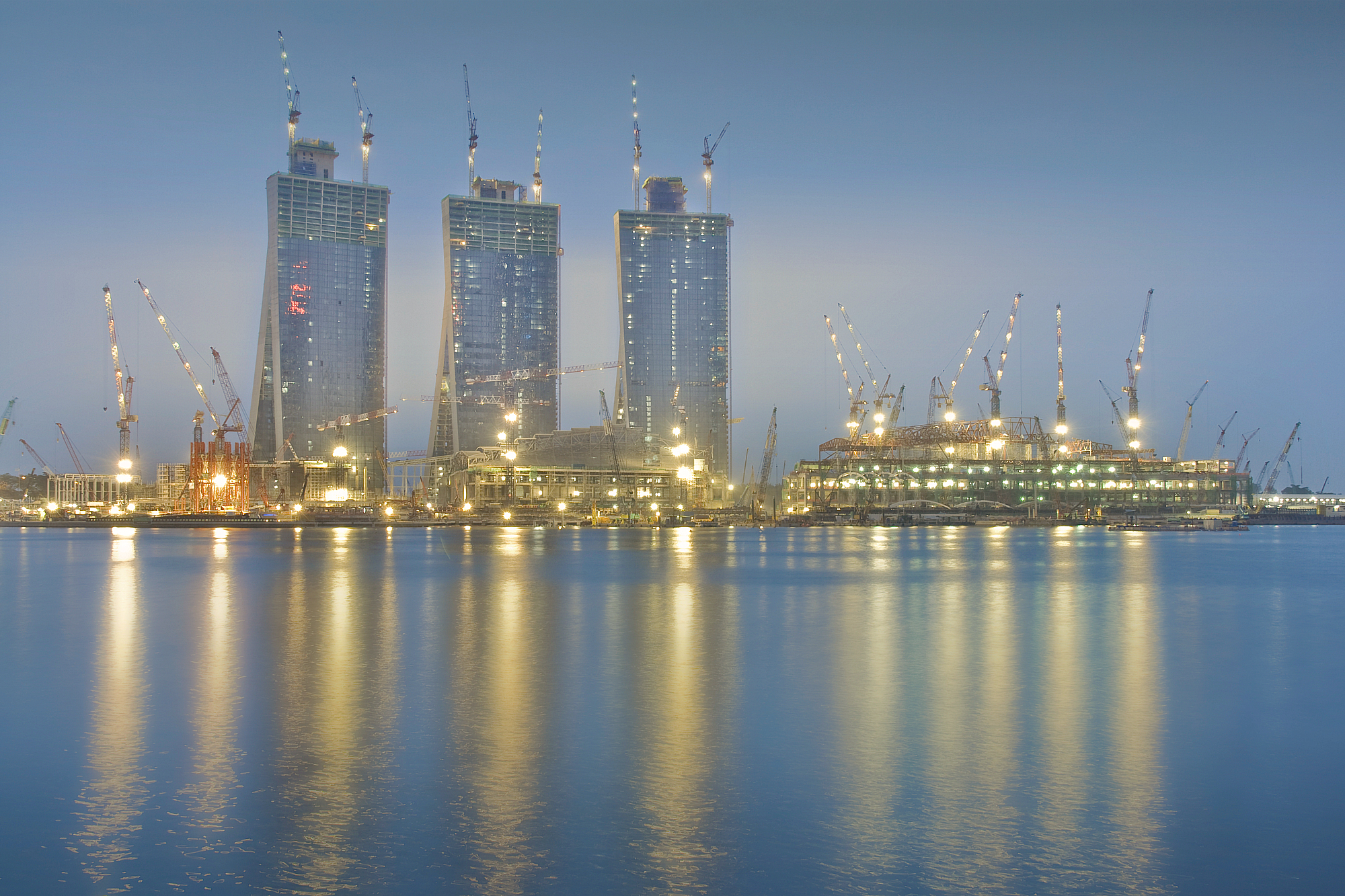
Так выглядела конструкция 5 августа 2009 года

Курорт был спроектирован архитектором Моше Сафди, который был вдохновлен карточными колодами. Особенностью дизайна являются три гостиничные башни, в которых насчитывается 2500 номеров и люксов, и непрерывный вестибюль у основания, который связывает все три башни. Казино имеет четырёхэтажный центральный атриум с четырьмя уровнями игр и развлечений. В дополнение к отелю и казино, другие здания включают в себя Музей искусствоведения площадью 19 000 кв.м. и конференц-центр площадью 110 000 кв.м., способный вместить до 45 000 человек. Архитектура курорта и основные изменения в дизайне были также одобрены его консультантами по фэн-шуй, Чон Суон Леком и Луизой Онг-Ли. Компания Aedas отвечала за привлечение всех консультантов, а также за разработку, координацию и реализацию проекта. Строительством проекта занимались компании Arup Group и WSP USA. Главный подрядчик ― компания Ssangyong Engineering and Construction.

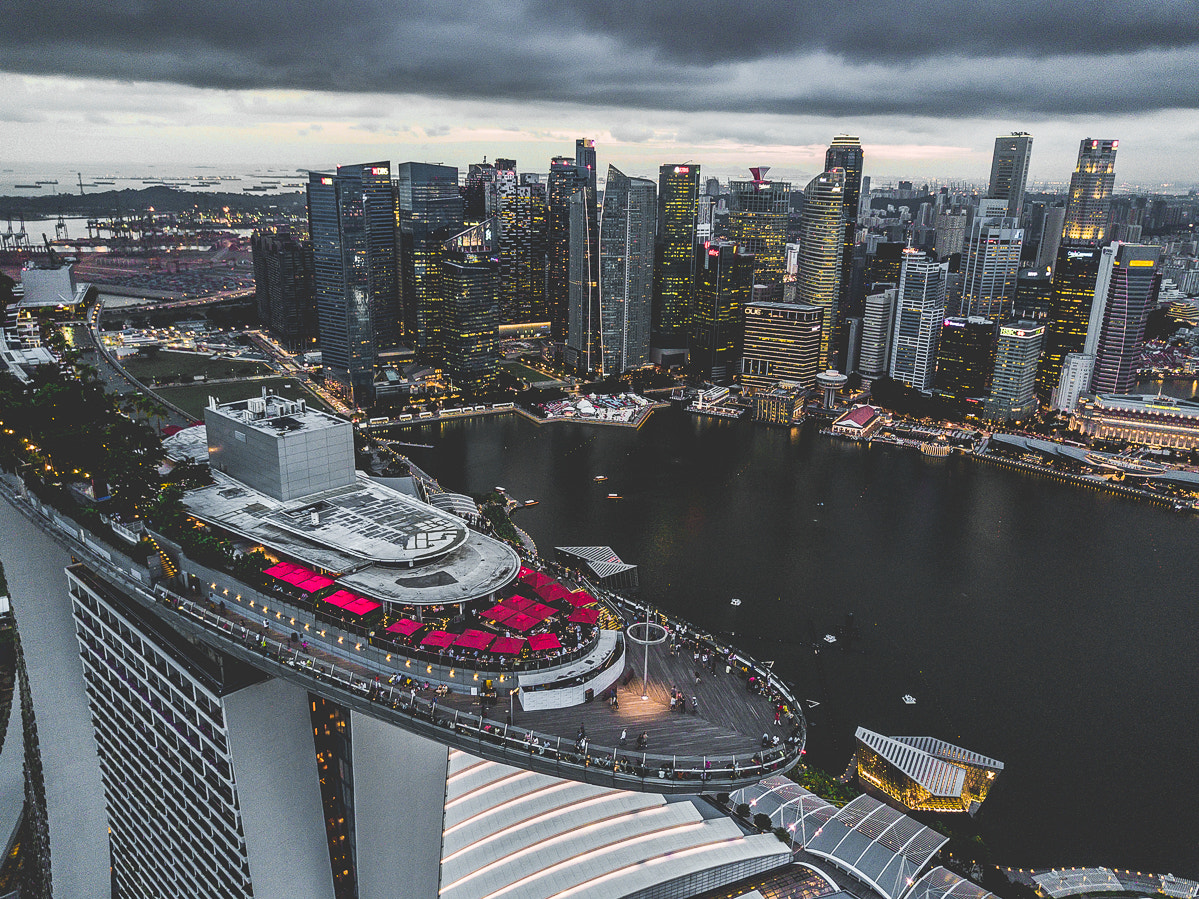
Скайпарк

Все три башни, широкие у основания, постепенно сужаются по мере подъёма. Каждая башня имеет две асимметричные опоры, причем изогнутая восточная опора опирается на другую, что создает значительную техническую сложность в её строительстве. Для поддержания опор башни во время её строительства были необходимы временные сооружения, которые требовали мониторинга в режиме реального времени для постоянной оценки и анализа[чего?] в ходе их возведения.
Отличительной особенностью отеля является Скайпарк площадью в три акра на крыше здания с бассейнами, садами и беговыми дорожками. Конструкция соединяет все три башни с сегментом, отходящим от северной башни. Корпус Скайпарка был предварительно изготовлен за пределами площадки в 14 отдельных стальных секциях, а затем собран на вершине башен. Под основными бассейнами есть четыре подвижных соединения, предназначенных для того, чтобы помочь им противостоять естественному движению башен, каждое соединение имеет уникальный диапазон движения. Общий диапазон движения составляет 500 миллиметров. В дополнение к ветру, башни отеля также подвержены усадке грунта с течением времени, поэтому инженеры построили и установили[где?] специальные опоры для домкратов, чтобы в будущем их можно было регулировать более чем в 500 точках под системой бассейна. Эта система домкратов важна в первую очередь для того, чтобы бесконечный край бассейна продолжал функционировать должным образом.

## Открытие

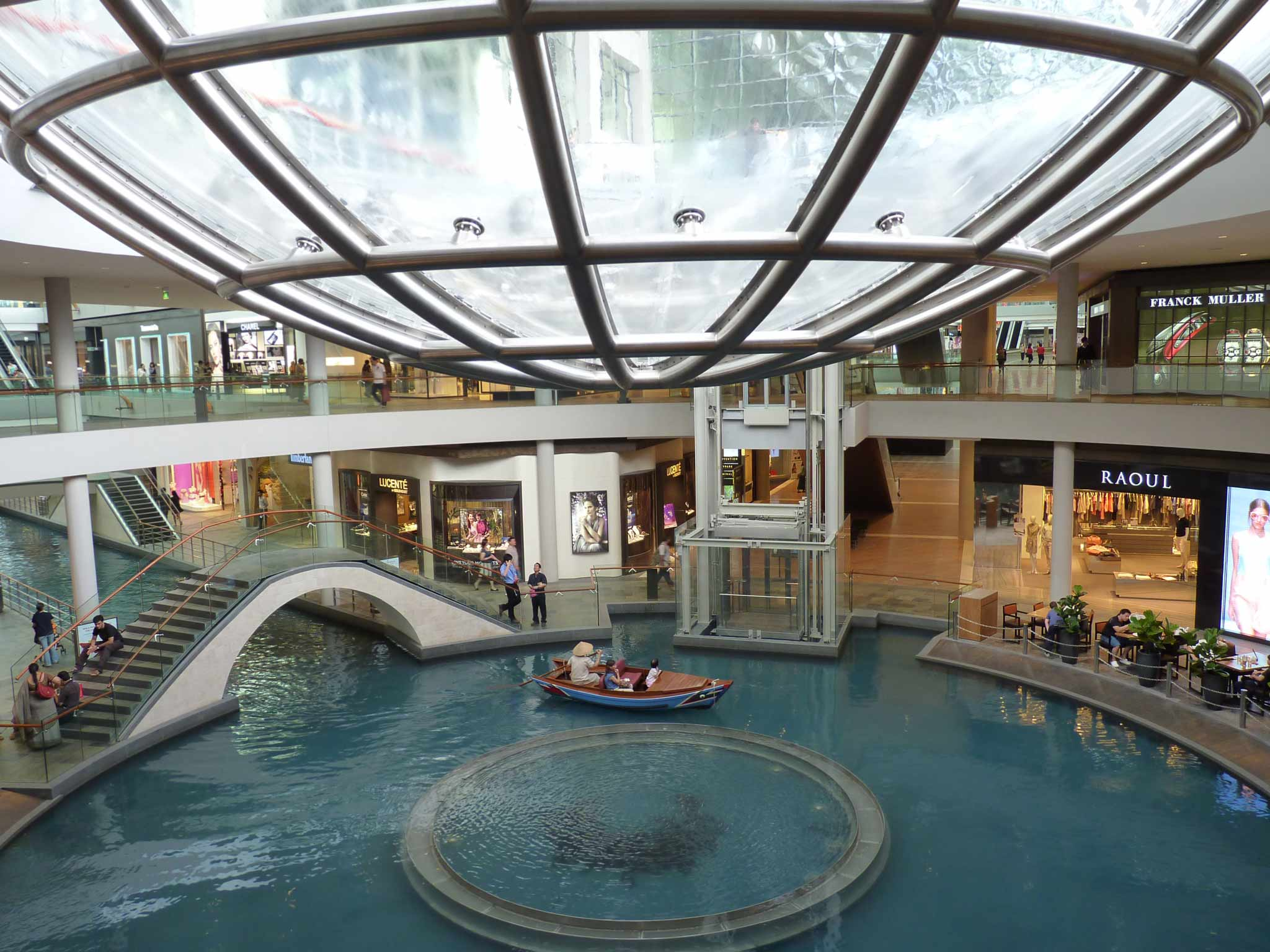
Дождевой Окулус над каналом торгового центра был спроектирован Недом Каном

Первоначально планировалось, что Marina Bay Sands будет достроена в один этап в 2009 году, но растущие затраты на строительство и финансовый кризис вынудили компанию открывать её поэтапно. Предварительное открытие первого этапа было отложено до 27 апреля 2010 года, а официальное открытие было перенесено на 23 июня 2010 года. Остальная часть комплекса оставалась в стадии строительства и была открыта только после торжественного открытия 17 февраля 2011 года.
23 июня 2010 года курорт официально открылся с 2-дневной торжественной частью. События первого дня включали в себя чемпионат мира по скалолазанию на стеклянном фасаде здания в Скайпарк, где соревновались семь команд, включающие 21 лучшего скалолаза со всего мира, а также вечерний концерт для 4000 приглашенных гостей и клиентов с участием американской певицы Келли Роуленд и сингапурской певицы Сильвии Ратонель. Скайпарк был открыт на второй день в 2 часа дня. Было продано около 2000 взрослых билетов стоимостью 20 долларов каждый.
Театр был завершен к первому выступлению Riverdance 30 ноября 2010 года. Музей искусствоведения открыл свои двери для публики в 10 часов утра 19 февраля 2011 года. Мюзикл Король лев дебютировал 3 марта 2011 года. Плавучие павильоны были открыты, когда арендаторы Louis Vuitton и Pangaea Club закончили свою реконструкцию и открылись 18 сентября 2011 года и 22 сентября 2011 года соответственно.

## Достопримечательности

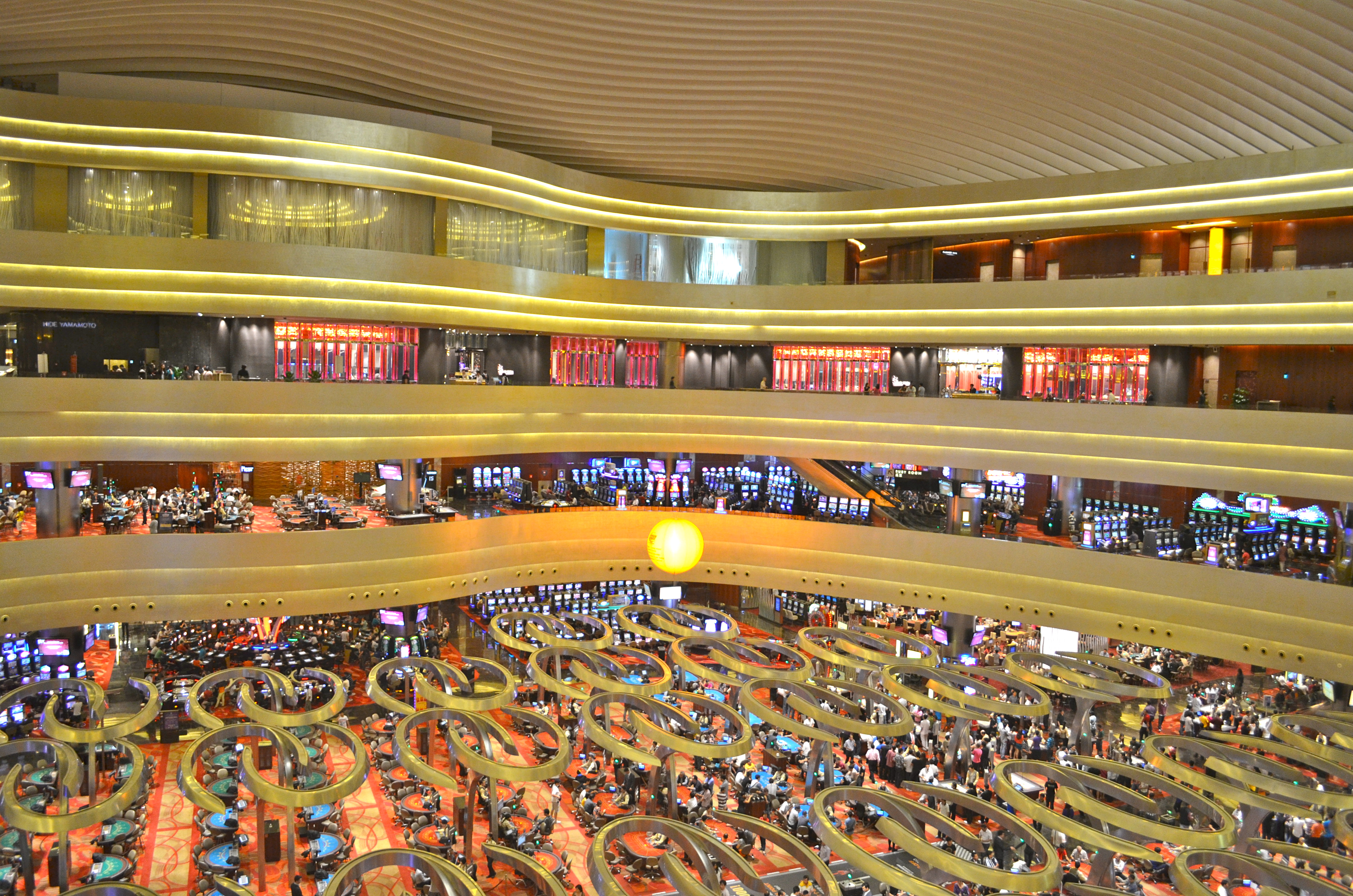
Казино Marina Bay Sands

Комплекс Marina Bay Sands располагает тремя 55-этажными гостиничными башнями, которые были возведены в июле 2009 года. Три башни соединены террасой на крыше площадью 1 га. Со смотровой площадки открывается панорамный вид на залив.

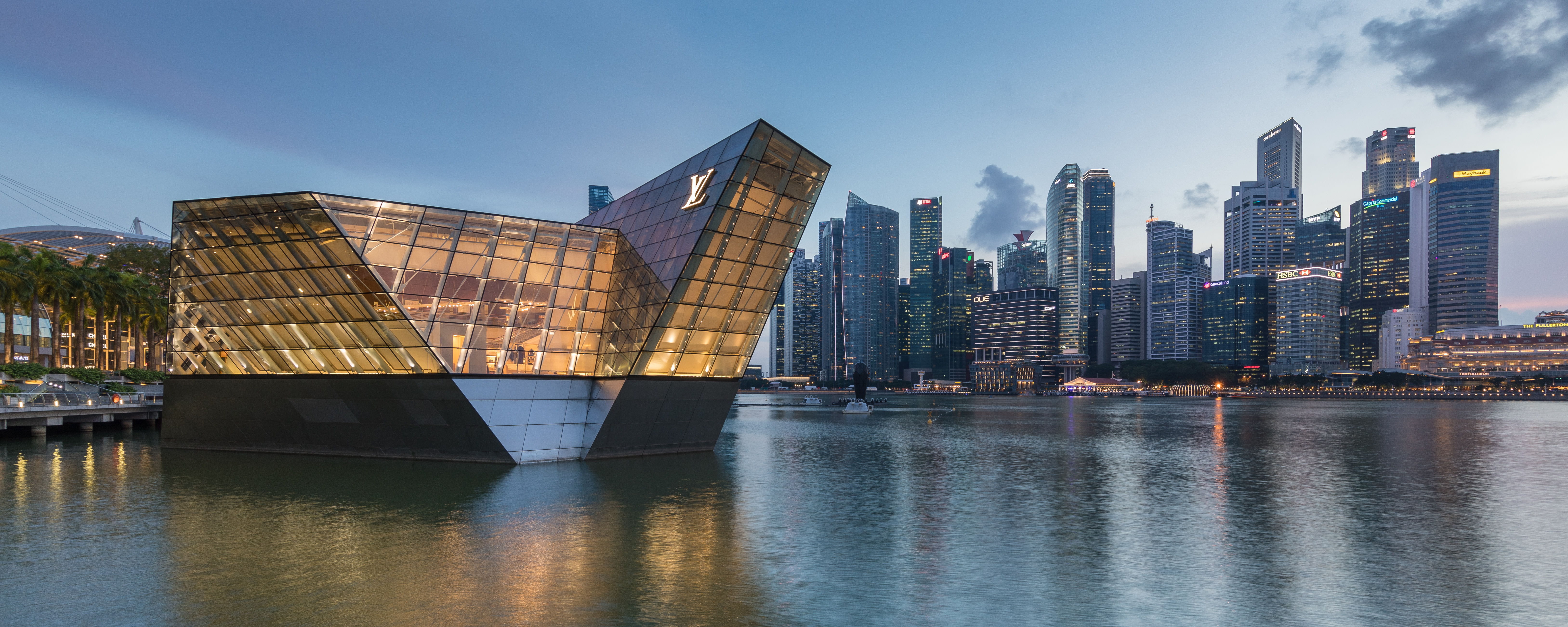
Бутик Louis Vuitton в Marina Bay Sands

Перед тремя башнями находятся театральный блок, блок конгрессных и выставочных помещений, а также блок казино, который вмещает до 1000 игровых столов и 1400 игровых автоматов. Музей искусствоведения построен рядом с тремя башнями и имеет форму лотоса. Перед Event Plaza находится световое и водное шоу Wonder Full, которое является крупнейшим в Азии и было произведено компанией Laservision. Музей искусства и науки открылся 17 февраля 2011 года.
В Скайпарке размещен самый длинный в мире бассейн с 146-метровым исчезающим краем (концепция, называемая «бесконечным бассейном»), расположенным на высоте 191 м над землей. Конструкция бассейнов состоит из 191 000 кг нержавеющей стали, бассейны вмещают 376 500 галлонов воды. В Скайпарке также есть ночные клубы на крыше, такие как Lavo и Cé La Vi, сады, сотни деревьев и растений, а также открытая для публики обсерватория с 360-градусным обзором горизонта. Скайпарк доступен только для гостей отеля по соображениям безопасности[уточнить]. Тем не менее, было несколько успешных попыток получить доступ к бассейну лицами, не являвшимися гостями. Например, Кимберли Коннор, гражданка США, сделала это в феврале 2016 года, зная, что это нарушает закон[какой?][уточнить]. В то время как Эмма Балмфорт, канадка, также сумела получить доступ в августе 2016 года. Отель заявил, что примет меры при любом несанкционированном входе.

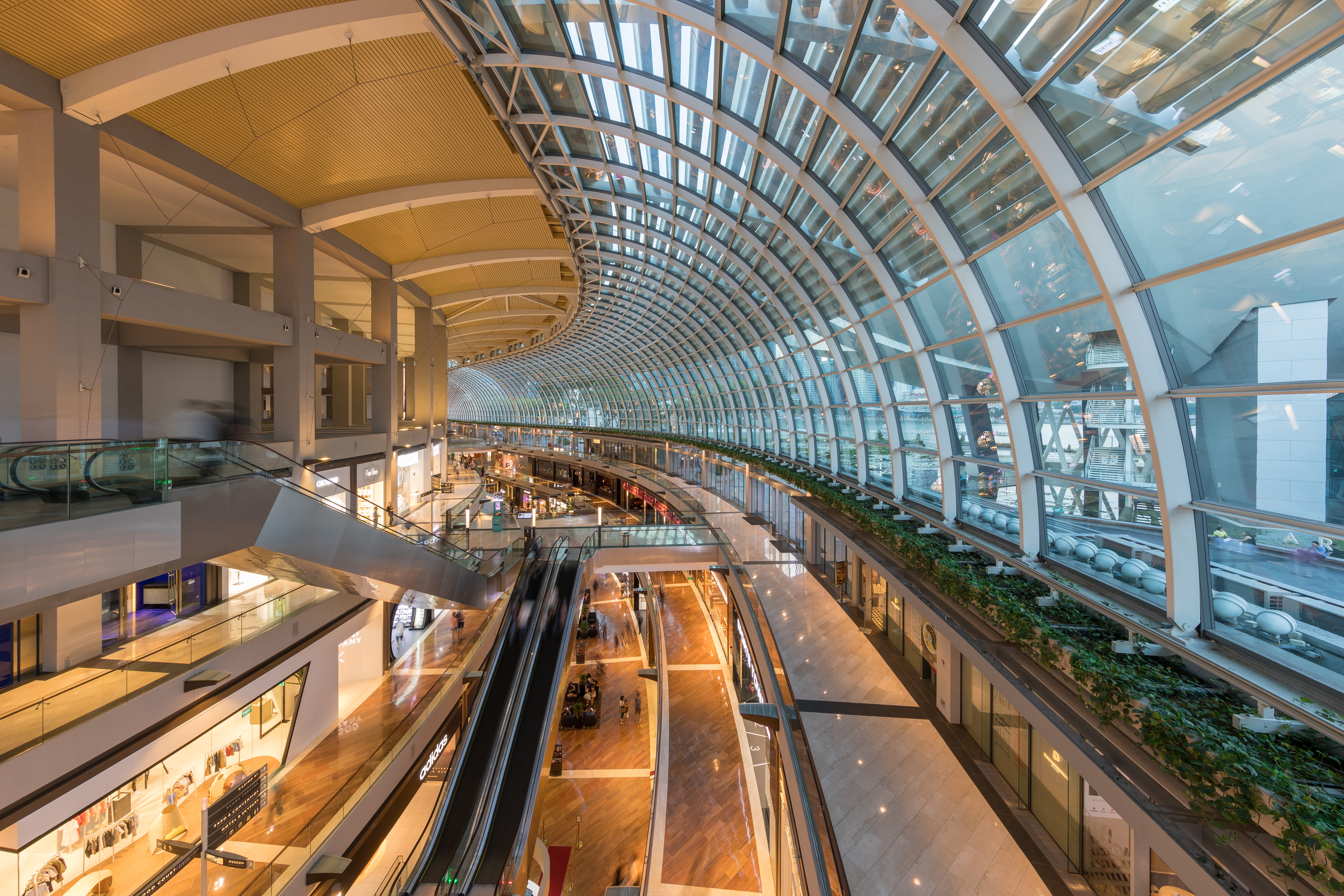
Интерьер торгового центра The Shoppes в Marina Bay Sands

The Shoppes ― это главный торговый центр в Marina Bay Sands, площадью около 93 000 кв.м. с более чем 300 магазинами, в которых представлены такие бутики, как Ralph Lauren, Chanel, Cartier, Prada, Gucci, Hermès, Emporio Armani, Chopard, Valentino, Dior, Dunhill, Vertu, Miu Miu, Saint Laurent, Salvatore Ferragamo, Montblanc, Blancpain, Vera Wang Bride, Hermès Watch boutique, Herve Leger и другие.
По всей длине The Shoppes проходит канал, выполненный в том же стиле, что и в комплексе Венецианский Лас-Вегас. Гости и покупатели торгового центра могут покататься на сампанах по каналу, также как на гондолах в Венецианском парке. Кроме того, в магазинах расположены шесть из десяти знаменитых ресторанов от шеф-поваров: Bread Street Kitchen (Гордон Рамзи), Cut (Вольфганг Пак), Waku Ghin (Тецуя Вакуда), Pizzeria and Osteria Mozza (Марио Батали), Long Chim (Дэвид Томпсон) и DB Bistro & Oyster Bar (Даниэль Булуд).
Здесь также находятся два хрустальных павильона. Ранее[когда?] было решено, что в одном из них разместятся два ночных клуба — «Авалон» и «Пангея». Кроме того, во втором павильоне находится[когда?] самый большой в мире бутик Louis Vuitton, расположенный на плавучем острове площадью 1900 кв.м., который соединен с частью бутика подводным туннелем[уточнить]. В настоящее время[когда?] павильон освобождён и стоит на якоре у магазина Apple Store.
Театр вмещает 2155 человек. В нём были показаны такие шоу, как мюзикл «Король лев», «Цирк Элоиза», концерт А. Р. Рахмана и мюзикл «Злая». Рядом с театром находится каток из синтетического льда площадью 600 кв.м.
Моше Сафди спроектировал художественную дорожку внутри курорта, включив в неё инсталляции пяти художников, среди них: Чжэн Чонгбина, Энтони Гормли и Сола Левитта. Эти произведения предназначены для того, чтобы украсить курорт. Они включают свет, воду и ветер, интегрируя искусство с архитектурой.

## Пандемия COVID-19
В ответ на меры по защите от пандемии COVID-19, которые начались 7 апреля 2020 года, курорт Marina Bay Sands объявил, что закроет все гостиничные объекты, а также такие достопримечательности, как Музей искусства и науки, торговый центр, магазины продуктов питания и напитков, а также казино.
19 июня магазины в Marina Bay Sands возобновили свою работу с улучшенными условиями гигиены и безопасности. Они были открыты только для членов Sands Rewards Club. 1 июля также снова открылись Музей искусства и науки, казино и смотровая площадка.

## В массовой культуре
- Башни Marina Bay Sands неоднократно были показаны по телевидению в шоу «The Amazing Race»[42].
- Частично разрушенная версия курорта была показана в 2015 году в видеоигре «Call of Duty: Black Ops III», действие которой происходит через 10 лет после биохимической катастрофы.
- В трейлере фильма «День независимости: Возрождение» есть сцена, изображающая разрушение курорта после того, как он был пойман гравитационным притяжением парящего инопланетного космического корабля[43].
- Он был показан в американском фильме «Безумно богатые азиаты».

## Галерея

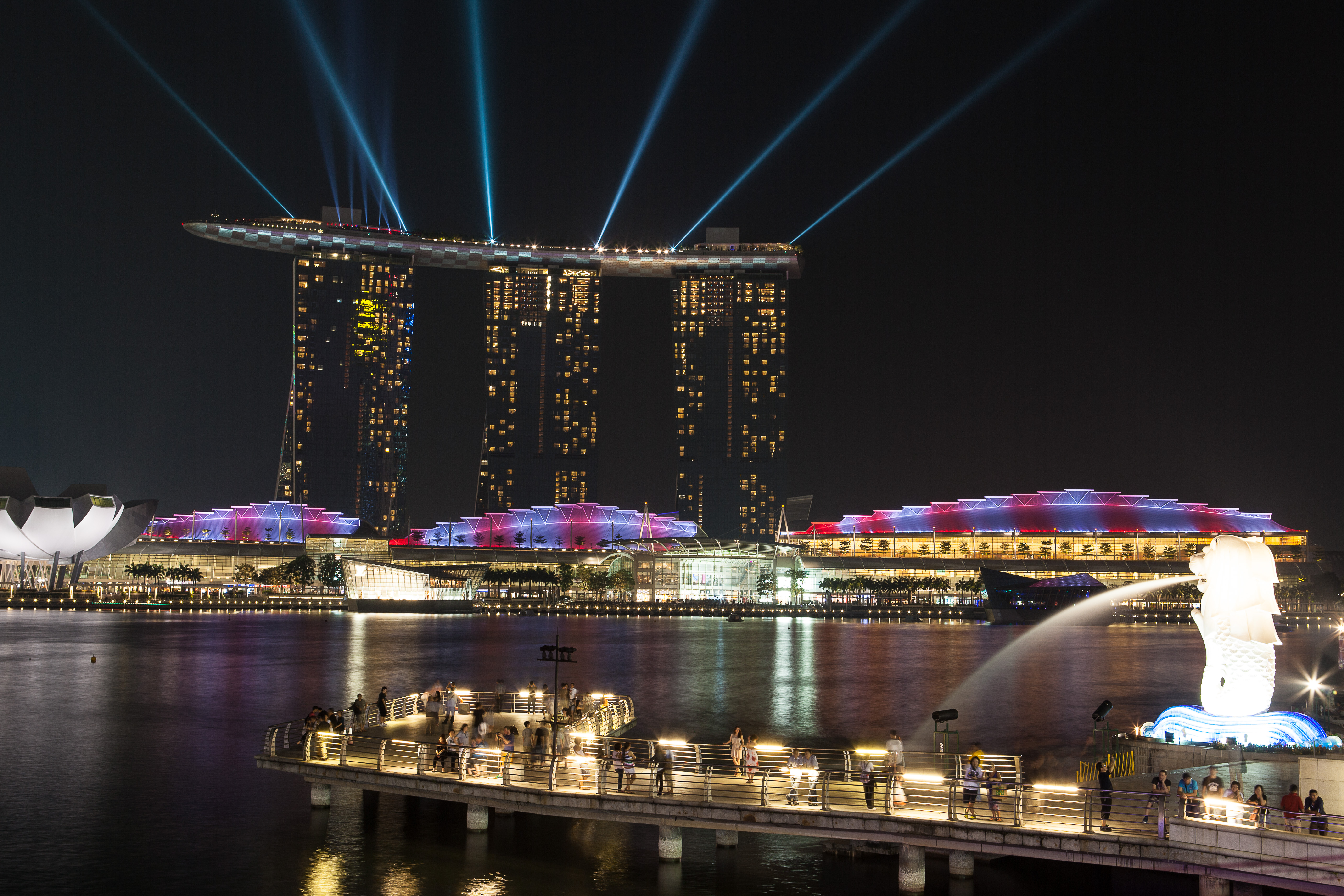
Комплекс Marina Bay Sands и Мерлайон
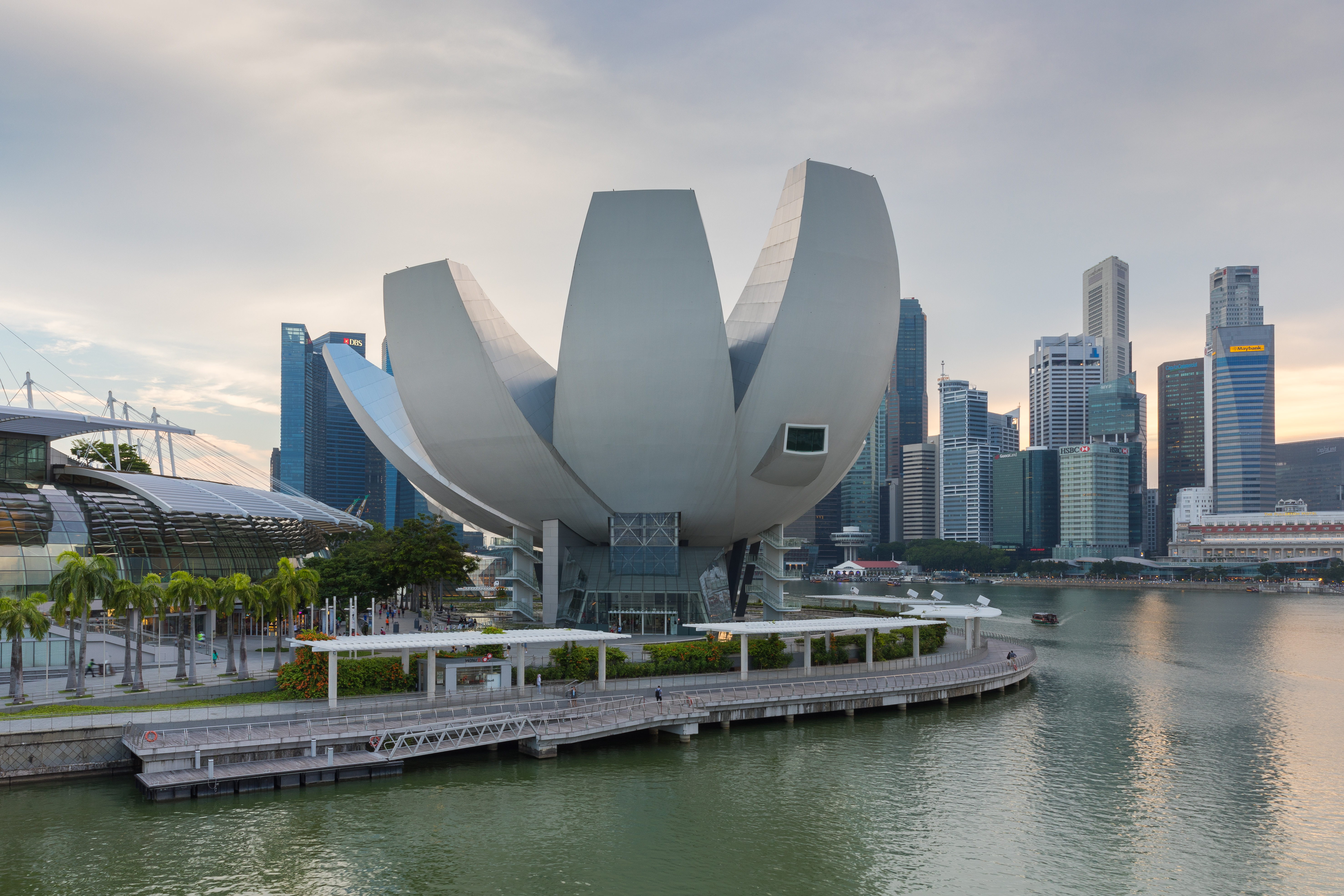
Музей искусства и науки
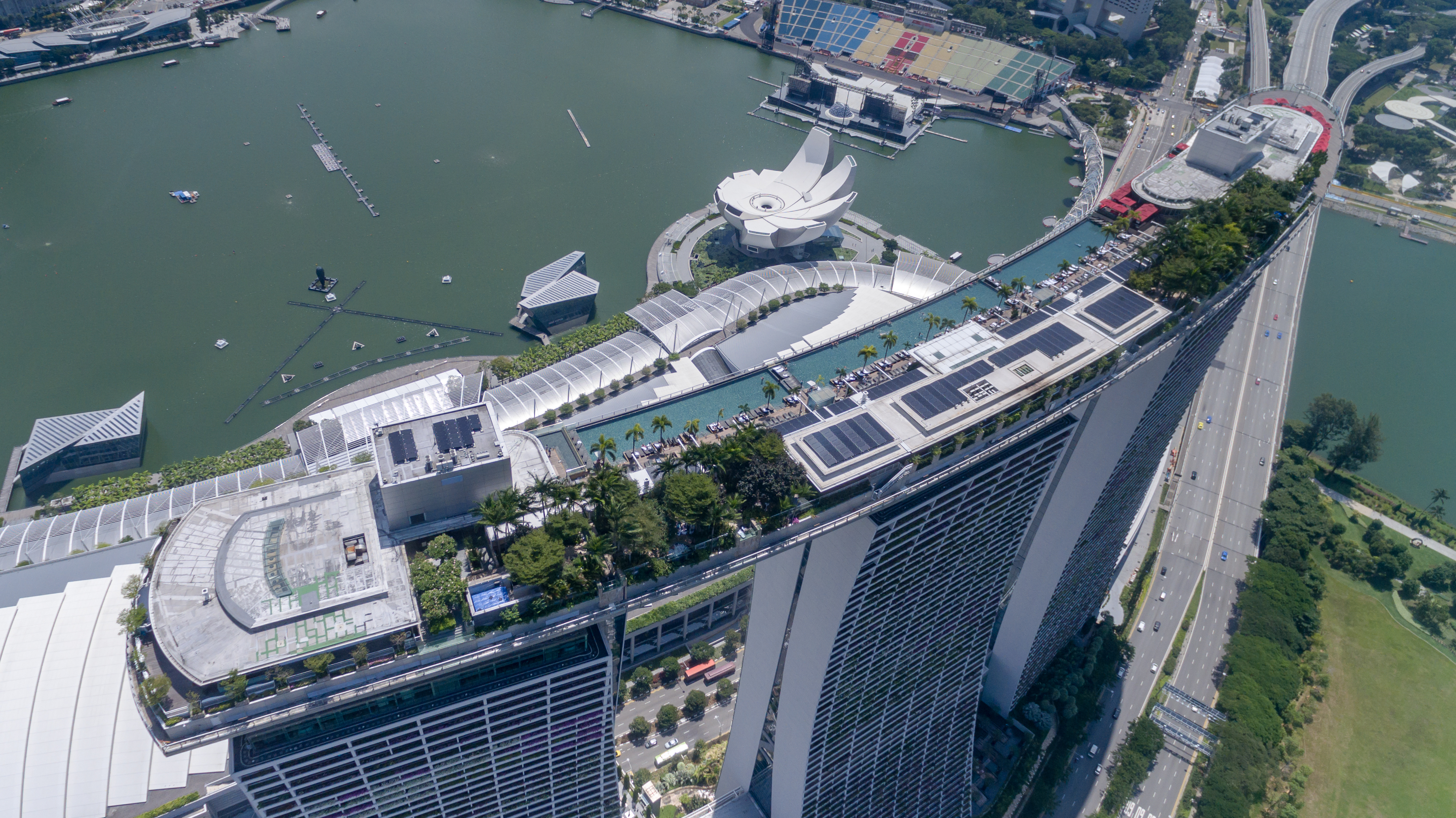
Бассейн на крыше Marina Bay Sands
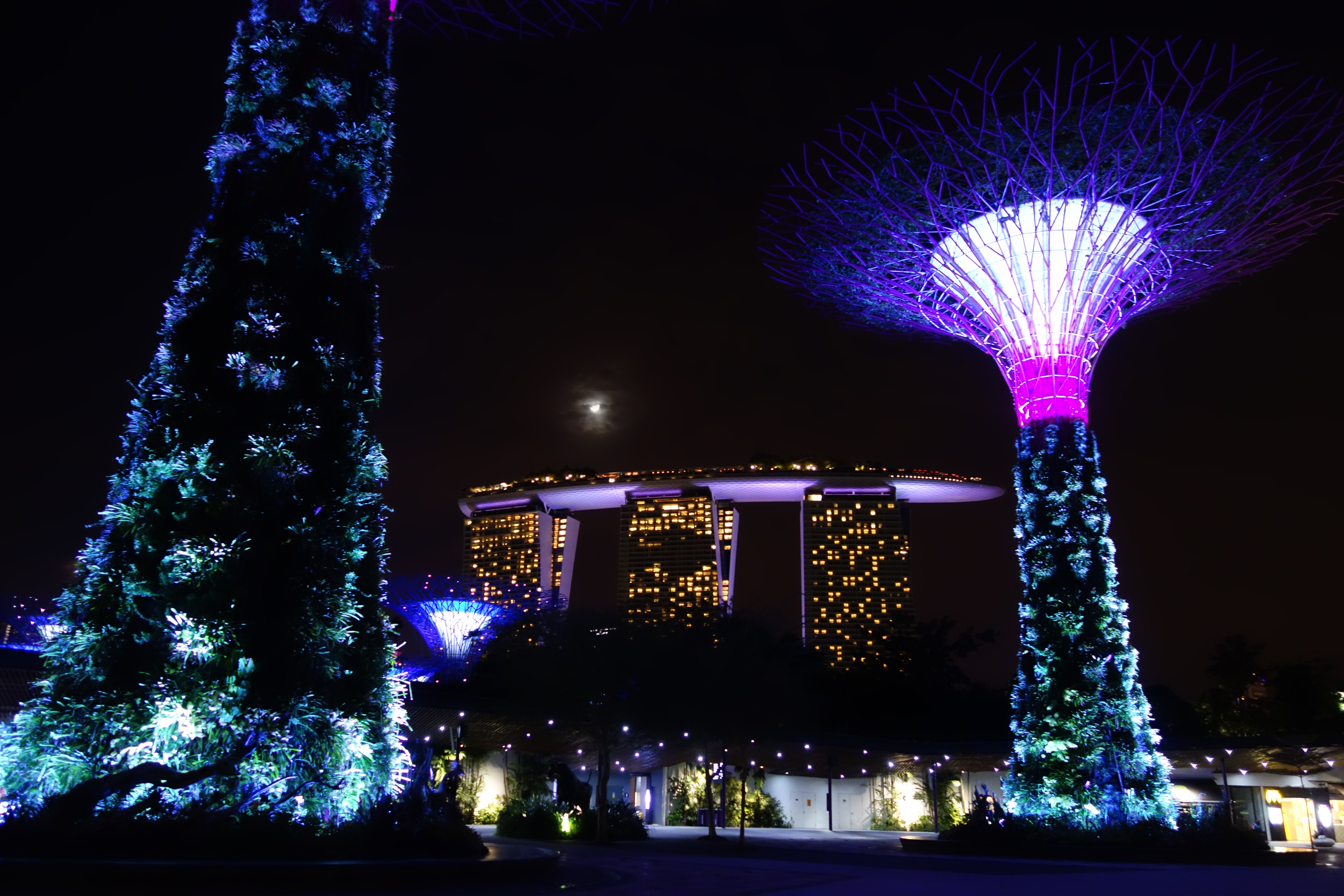
Ночной вид на залив Marina Bay Sands